# Kathleena cornutum
Kathleena cornutum är en insektsart som först beskrevs av Melichar 1906.  Kathleena cornutum ingår i släktet Kathleena och familjen sköldstritar. Inga underarter finns listade i Catalogue of Life.